# Hyperolius camerunensis
Hyperolius camerunensis és una espècie de granota de la família dels hiperòlids que viu al Camerun.